# Wild Orchid (album)
"Wild Orchid" – debiutancki album grupy Wild Orchid wydany 29 października 1996 nakładem RCA.

## Lista utworów
1. "At Night I Pray" (Duran, Bobby Sandstrom, Wild Orchid) – 4:16
2. "Supernatural" (Evan Rogers, Carl Sturken, Wild Orchid) – 4:38
3. "I Won't Play The Fool" (Sylvia Bennett-Smith) – 4:26
4. "Talk To Me" (Antonina Armato, Junior Vasquez) – 4:48
5. "The River" (Bennett-Smith) – 4:28
6. "You Don't Own Me" (Ron Fair, Wild Orchid, Matthew Wilder)– 4:23
7. "My Tambourine" (Sandstrom, Wild Orchid) – 4:30
8. "Follow Me" (Bennett-Smith, Wild Orchid) – 4:15
9. "He's Alright" (Fabian Cook, Fair, Sandstrom, Wild Orchid) – 5:15
10. "Love Will Wait" (Clif Magness, Wild Orchid) – 4:05
11. "Life" (Fair, Stefanie Ridel) – 4:35